# Roger Quinche
Roger Quinche (Le Locle, 22 luglio 1922 – Liestal, 3 settembre 1982) è stato un calciatore svizzero, di ruolo centrocampista.